# KSK (ドイツ陸軍)

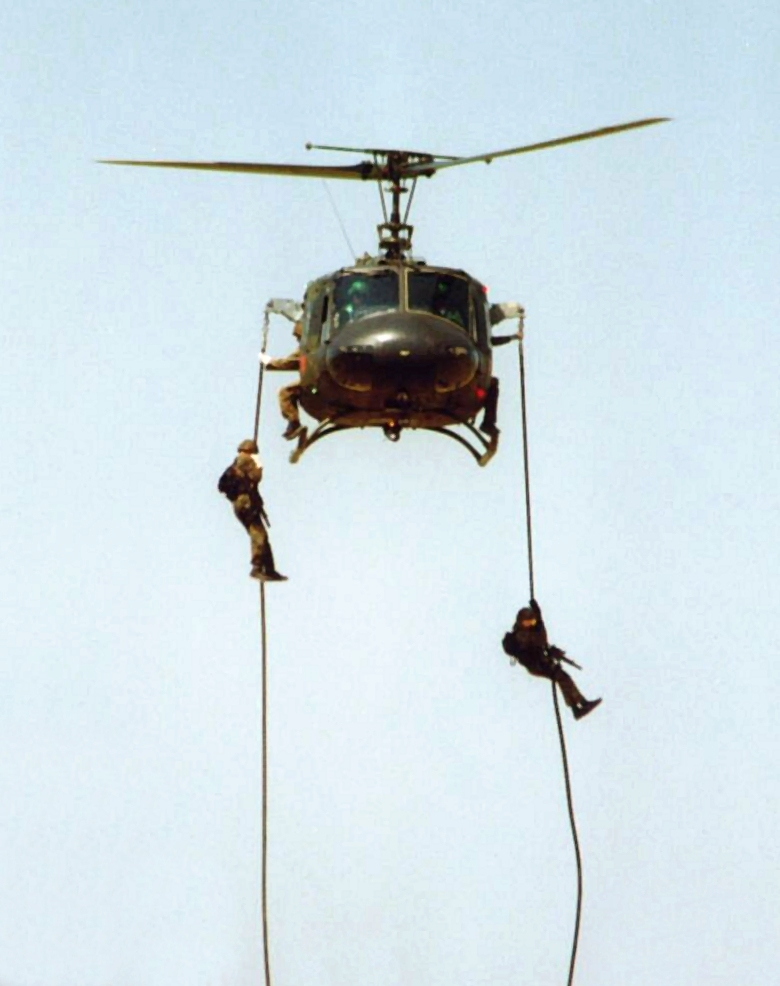
ヘリボーン訓練を行うKSK隊員

KSK（ドイツ語：Kommando Spezialkräfte）とは、ドイツ連邦陸軍特殊作戦師団隷下の旅団級特殊部隊である。1996年に編成される。日本語では特殊戦団と訳される場合もある。
KSKのモットーは、「Facit Omnia Voluntas（意志が決め手）」。管理系統は特殊作戦師団隷下にあるも、統合作戦や国外での実作戦時には特殊部隊作戦指揮司令部の指揮下におかれる。

## 歴史
KSKの編成は、1996年、カルフのグラーフ・ツェッペリン兵舎に駐屯する第25空挺旅団を基盤に始まった。KSK創設の基幹要員となったのは、解隊された第25空挺旅団、ならびに連邦軍第100および第300偵察中隊の将校だった。編成は、2000年に完結した。
KSKは、陸軍指導部に従属し、軍事性の作戦のみを行う純粋な軍事組織である。KSKは、特殊作戦旅団（フランス）、グリーンベレー（米国）、そしてSAS（英国）のようなNATO諸国の類似部隊と同じように創設された。これら部隊は、KSKのための原型かつ手本であるだけではなく、戦闘訓練過程における常時パートナーでもある。英SASとの協力は、特に上手く進行している。ヘレフォード市の第22連隊の駐屯地から15kmにあるポートリラス市において、協同演習がかなり頻繁に行われている。
2002年、ドイツのマスコミに、KSKがアフガニスタンに投入され、特殊作戦に参加しているという報道が現れたが、ドイツ国防省は損害や作戦の成否を含め、一切のコメントを拒否している。
先祖にあたる部隊として1990年から1996年まで活動していたFallschirmjägerkompanie B1（FJK B1：B1降下猟兵中隊）と呼ばれるコマンドー部隊が存在していたが、KSKの創立に伴い解隊した。

### 不祥事
KSKはナチスへの傾倒や軍内での武器の横領疑惑など極右的な風土があるとして当局より調査をたびたび受けている。
- 2020年5月15日、KSKの元隊員だった上級曹長が法令に違反して小銃や爆発物を自宅に持ち込んでいたとして逮捕された。
- 同年7月1日、アンネグレート・クランプ＝カレンバウアー国防相は特に極右的な思想が蔓延したKSK一個中隊の解体を命じたと明らかにした[1]。8月1日、第2コマンドー中隊は正式に解体された[2]。

## 任務
KSKの創設目的は、ドイツ連邦軍の文書中において、次のように定義されている。「戦争の防止及び停戦、国の防衛の枠内における軍事作戦の実施のための陸軍部隊。新しい状況に基づき、連邦軍の前には、既存の戦力が遂行できない新しい任務が生じている。このためには、当該任務を迅速に遂行し、軍の行動を補足できる特殊戦力が必要とされる」。
現在、KSKには、以下の任務の遂行が要求されている。
- その領域内に存在するか又はそれが従事する司令部に対して特別の利益となる敵の特別重要施設及び戦力の偵察
- 敵の重要施設（陣地、集結地に存在するか又は移動中の敵の本部及び指揮所、インフラの施設及び要素、兵器及び機材）の破壊又は撹乱
- 火力の誘導及び修正
- 自軍及び同盟国軍人の救出（解放）に関する作戦
- 敵後方における移動の自由の制限に関する作戦

## 編制
KSKは、本部、100人から成る偵察中隊、各80人の4個コマンドー中隊、通信、修理、物資・衛生保障の3個保障中隊から成り、総員580人である。コマンド中隊は、その各々が専門を有する4個小隊から成る。第1小隊は地上浸透、第2小隊は空中浸透、第3小隊は水上浸透、第4小隊は、複雑な地理及び気象条件下での作戦を専門とする。
訓練・研究センターも戦闘部隊に属する。ここでは、候補者の選抜、その訓練等、あらゆる研究が行われる。
- 特殊戦団司令部
  - 開発グループ
- 戦闘部隊
  - 第1コマンドー中隊
  - 第2コマンドー中隊
  - 第3コマンドー中隊
  - 第4コマンドー中隊
  - 特殊コマンドー中隊
- 支援部隊
  - 司令部支援中隊
  - 支援中隊
  - 通信中隊
  - 衛生センター

## 選抜基準

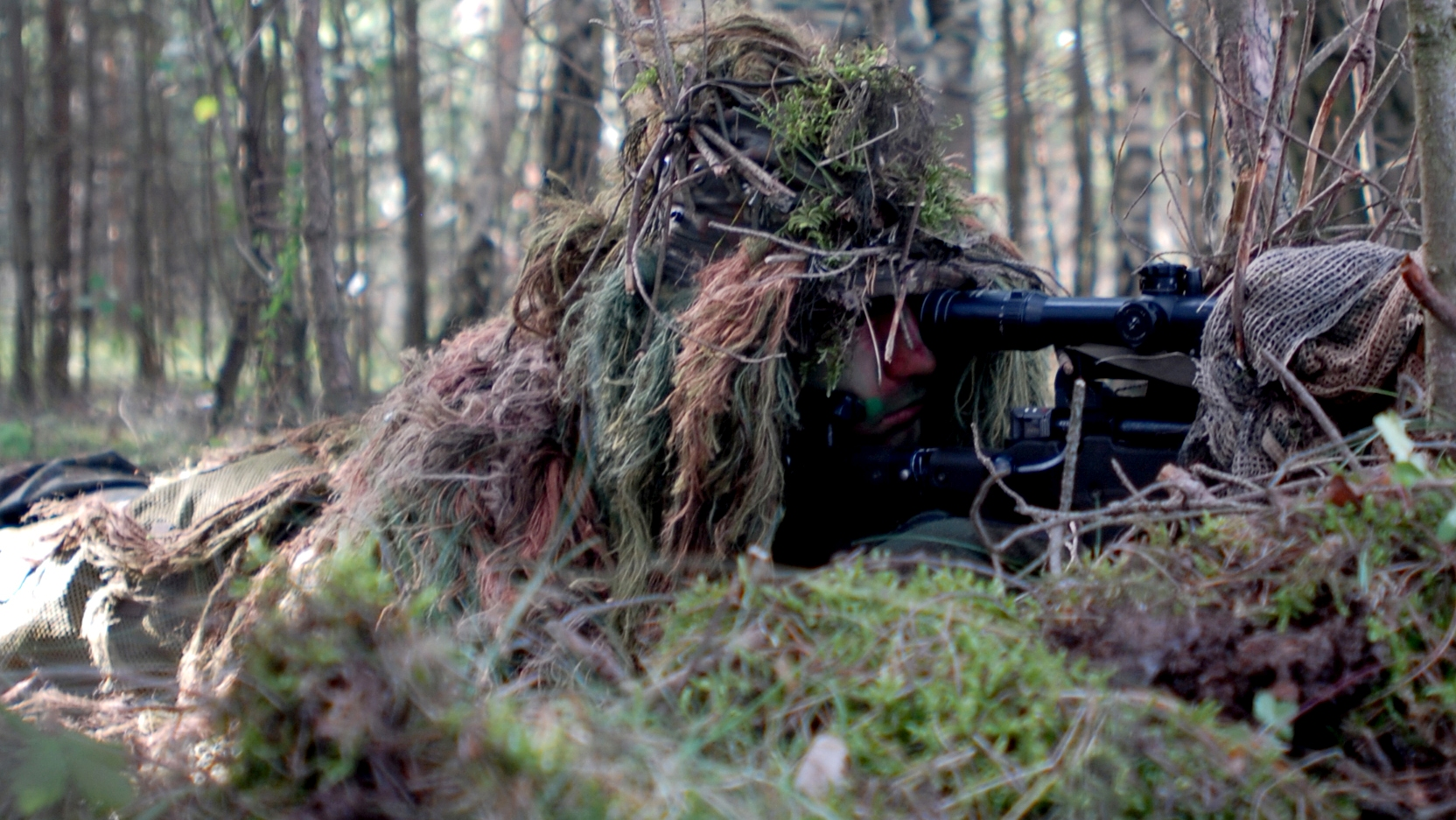
KSKの狙撃手

KSKには、3ヶ月間の選抜過程を受けた連邦軍の将校及び下士官だけが採用される。候補者の年齢の上限は、以下の通りである。
- 将校：30歳
- 下士官：28歳
- 特殊技術教育を有する下士官：32歳

選抜第1段階においては、以下のような基準により、候補者の体力が検査される。
- 完全装備での逆上がり5回
- 障害走1分40秒以内
- 20kgの背嚢を背負った戦闘服での錯雑地7kmの強行軍52分以内
- 500m泳13分以内

選抜の第3週目には、グループで錯雑地とシュヴァルツヴァルト山地の長期行軍が行われる。この際、重量物を長距離運搬させられ、完全装備での負傷者の搬送、登山及び飛込みが実施される。この全てには、睡眠と食事の制限が付随する。最後に、候補者は心理的安定性の各種テストを受ける。この後、合格者は契約書に署名する。KSKでの最低勤務期間は、6年である。下士官の年齢の上限は、38歳である。

## 歴代団長[3]
| 代 | 氏名                                                                         | 着任           | 離任           |
| -- | ---------------------------------------------------------------------------- | -------------- | -------------- |
| 1  | フレート・シュルツ陸軍准将 de:Fred Schulz (General)                          | 1996年9月20日  | 1998年9月30日  |
| 2  | ハンス＝ハインリヒ・ディーター陸軍准将 de:Hans-Heinrich Dieter               | 1998年10月1日  | 2000年11月23日 |
| 3  | ラインハルト・ギュンツェル陸軍准将 de:Reinhard Günzel                        | 2000年11月23日 | 2003年11月5日  |
| 4  | カール＝フーベルトゥス・フォン・ブトラー陸軍准将 de:Carl-Hubertus von Butler | 2003年11月14日 | 2005年8月18日  |
| 5  | ライナー・ハルトブロート陸軍准将 de:Rainer Hartbrod                          | 2005年8月18日  | 2007年6月29日  |
| 6  | ハンス＝クリストフ・アモン陸軍准将 de:Hans-Christoph Ammon                   | 2007年6月29日  | 2010年10月1日  |
| 7  | ハインツ＝ヨーゼフ・フェルドマン陸軍准将 de:Heinz Feldmann                   | 2010年10月1日  |                |

## 主要装備

### 武器
- 自動拳銃  
  - H&K USP
  - H&K P30
  - H&K SFP9
  - グロック17
  - PDP

- 短機関銃
  - H&K MP5
  - H&K MP7
  - H&K UMP
- 自動小銃
  - H&K G3
  - H&K G36
  - H&K HK416
  - H&K HK417

- 狙撃銃
  - ヘーネル RS9
  - Accuracy International AWM
  - バレットM82
  - H&K G28
  - H&K PSG1

- 機関銃
  - H&K MG4
  - H&K HK21
  - ラインメタルMG3
- 散弾銃
  - レミントンM870
- 対物火器
  - FIM-92 スティンガー
  - パンツァーファウスト3
  - ミラン
  - H&K GMW

### 車両等
- メルセデス・ベンツ・Gクラス
- AGF サーバル
- 雪上車
- スノーモービル
- フォールディングタイプカヤック

### その他
- パラシュート
- 高高度降下低高度開傘